# Enn Roos
Enn Roos (en ruso: Энн Роос) fue un escultor de la Unión Soviética, nacido el 20 de septiembre de 1908 en Estonia y fallecido el 15 de julio de 1990. 
Fue uno de los fundadores de la Asociación de Artistas Soviéticos de Estonia.

## Datos biográficos
Se graduó en 1939 en la escuela Pallas de Bellas Artes. Desde 1947 a 1983 trabajó como profesor en la Academia de las Artes de Estonia (en estonio: Eesti Kunstiakadeemia):desde 1958 profesor y de 1962 a 1977 jefe del departamento de escultura.

## Obras
Entre las mejores y más conocidas obras de Enn Roos se incluyen las siguientes:
- Karu - Oso 1939, granito rosa, en el Hirvepark de Tallin. (Imagen)
- Laulvad lapsed - Canto de los niños . 1947
- Korea tütarlaps - Chica coreana . 1957
- Allikal - Fuente. 1960
- Mali neegritar - Niña africana de Mali. 1960-1965
- Melanhoolne akt - Acción melancólica. 1973
- Retrato de A. Laikmaa. 1976
- Lamav piison - bisontes . 1981
- Istuv ilves - lince sentado . 1985 (Zoológico de Tallin-Tallinna Loomaaed)

### El Soldado de Bronce de Tallin
Entre sus obras destaca la escultura de bronce de 1947, que forma parte del conjunto monumental en memoria de la Segunda Guerra Mundial en Tallin, Estonia; hoy en día, generalmente se le llama el Soldado de bronce de Tallin, que acompaña a la estructura monumental de piedra diseñada por el arquitecto Arnold Alas.El monumento fue trasladado en medio de controversia en abril de 2007 hasta el cementerio de las Fuerzas de Defensa de Tallin.El modelo para la escultura del soldado, pudo ser el atleta Kristjan Palusalu.